# Carrow Road
Carrow Road er et fodboldstadion i Norwich i England, der er hjemmebane for Championship-klubben Norwich City. Stadionet har plads til 27,244 tilskuere, og blev indviet i år 1935.
Stadionet har også lagt græs til koncerter, og både Elton John og George Michael har tidligere spillet her.